# Hondurasban történt légi közlekedési balesetek listája
A Honodurasban történt légi közlekedési balesetek listája mind a halálos áldozattal járó, mind pedig a kisebb balesetek, meghibásodások miatt történt, gyakran csak az adott légiforgalmi járművet érintő baleseteket is tartalmazza évenkénti bontásban.

## Hondurasban történt légi közlekedési balesetek

### 2008
- 2008. május 30., Tegucigalpa város repülőterén. A TACA légitársaság utasszállító repülőgépe leszállás közben túlfutott a leszállópályán. A balesetben a gép törzse három részre szakadt. A baleset következtében 5 fő életét vesztette, 75 fő különböző fokú sérülésekkel, de túlélte az esetet. Az áldozatok között van a gép pilótája és másodpilótája, valamint a nicaraguai Közép-Amerikai Gazdasági Integrációs Bank (BCIE) elnöke is.[1]